# Northumberland Park (Tyne and Wear)
Northumberland Park – wieś w Anglii, w hrabstwie ceremonialnym Tyne and Wear, w dystrykcie metropolitalnym North Tyneside. Leży 8 km na północny wschód od centrum Newcastle i 403 km na północ od Londynu.